# Leptocentrus aureomaculatus
Leptocentrus aureomaculatus är en insektsart som beskrevs av William Lucas Distant. Leptocentrus aureomaculatus ingår i släktet Leptocentrus och familjen hornstritar. Inga underarter finns listade i Catalogue of Life.